# Amadotrogus quercanus
Amadotrogus quercanus är en skalbaggsart som beskrevs av Hermann Burmeister 1855. Amadotrogus quercanus ingår i släktet Amadotrogus och familjen Melolonthidae. Inga underarter finns listade i Catalogue of Life.